# اسکولوژی
اسکولوژی، سامانه مدیریت یادگیری محور برای مدارس ابتدایی و متوسطه، موسسات آموزش عالی و سازمان‌هایی است که به کاربران اجازه می‌دهند تا منابع و محتواها را مدیریت کرده و به اشتراک گذارند. اسکولوژی که به عنوان سامانه مدیریت یادگیری یا سامانه مدیریت دروس هم شناخته می‌شود، پلتفورمی اینترنتی است که ابزارهای مورد نیاز برای مدیریت کلاس‌های مجازی را فراهم می‌آورد.

## پیشینه و حامیان مالی
پلتفورم اسکولوژی توسط جرمی فریدمن، رایان هوانگ و تیم ترینیداد در سال 2007 در حالی که دانشجوی دوره کارشناسی دانشگاه واشینگتن در سنت لوئیس بودند، طراحی شد؛ و به منظور اشتراک گذاری جزوات طراحی شد و در ادامه سایر امکانات و قابلیت‌ها به آن اضافه شد.
اسکولوژی در اولین دور جذب سرمایه، سرمایه‌ای را بالغ بر ۱٫۲۵ میلیون دلار از بنگاه سرمایه‌گذاری میاکم بکر در جون ۲۰۱۰ جذب کرد. این اعلام جذب سرمایه‌گذاری بعد از آن صورت گرفت که در سال ۲۰۰۹ فرد یا سازمانی ناشناس سرمایه مورد نیاز اسکولوژی برای فعالیت را اهدا کرده بود. در سال ۲۰۱۲، سرمایه اسکولوژی به ۶ میلیون دلار افزایش پیدا کرد که بخاطر سرمایه‌گذاری بنگاه آمریکایی فریست مارک واقع در نیویورک بود؛ و در سال ۲۰۱۴ سرمایه اسکولوژی به ۱۵ میلیون دلار افزایش یافت که اینبار نیز بخاطر سرمایه‌گذاری بنگاه آمریکایی اینتل (بخشی از شرکت بزرگ اینتل در سانتا کلارا کالیفرنیا) انجام شد.
در نوامبر سال ۲۰۱۴ اسکولوژی به بیش از ۹٫۵ میلیون کاربر در بیش از ۱۰۰ هزار مدرسه در ۲۰۰ کشور جهان دست یافته بود. در نوامبر سال ۲۰۱۵، اسکولوژی اعلام کرد در دور چهارم جذب سرمایه، ۳۲ میلیون دلار سرمایه جذب کرده که از طرف بنگاه آمریکایی سرمایه‌گذاری جی ام آی بود.

## بسته اسکولوژی
سیمای بصری جذاب اسکولوژی برای استفاده کنندگان فیس بوک و سایر وب سایت‌هایی شبکه‌های اجتماعی، یکی از ویژگی‌های خوب و کلیدی این پلتفروم مبتنی بر وب می‌باشد که خدماتی چون حضور و غیاب، کلاس، آزمون‌ها و کوئیزهای آنلاین و قسمت بارگذاری تکالیف و گزارش‌های خارج از کلاس را در برمی گیرد. اسکولوژی می‌تواند با سامانه‌های اطلاعاتی و گزارش دهی مدارس و دانشگاه‌های موجود یکی شده و با استفاده از این اطلاعات به دانشگاه‌ها و مدارس در ارائه گزارش‌های سازمانی و روندهای آموزشی کمک کند. رابط کاربری رسانه اجتماعی اداره کلاس و دانشگاه را تسهیل کرده و اطلاعات سازمانی به نحو بهتری جریان یافته و با سامانه سازمانی دانشگاه یکی می‌شود.
اسکولوژی برای محصلان به صورت رایگان عرضه می‌شود؛ و برای دستگاه‌های مبتنی بر IOS و Android و Kindle devices در دسترس می‌باشد.

## استفاده کنندگان اصلی از اسکولوژی
کاربران اصلی اسکولوژی شامل دپارتمان فعالیت‌های دفاعی آمریکا می‌باشد که سازمان غیرنظامی وزارت دفاع ایالات متحده آمریکاست که مدیریت همه مدارس کودکان و نوجوانان نظامیان در ایالات متحده آمریکا و سایر نقاط جهان در پایگاه‌های نظامی آمریکا را برعهده دارد؛ آکادمی مسیحی ویست مینیستر در سنت لوئیس ایالت میسوری آمریکا، مدرسه ابتدایی و متوسطه کیمپاکا در مالزی، بخش مدارس ابتدایی و متوسطه پائولو آلتو، بخش مجازی دانشگاه کلورادو که با عنوان CSU-Global Campus شناخته می‌شود؛ مدرسه خصوصی جودسون، مدارس متوسطه اروگونه براساس پروژه سیبیال اداره می‌شود می‌باشد .